# Lacul lebedelor
Lacul lebedelor (titlul original: în rusă Лебединое озеро, transliterat: Lebedinoe ozero) este un balet clasic cu un prolog și patru acte de Piotr Ilici Ceaikovski.

## Libretul
Libretul baletului este unul dintre cele mai cunoscute și a fost pus în scenă pentru prima dată în 1877 în Moscova la renumitul Teatru Bolșoi, coregraf fiind Julius Reisinger, având ca sursă de inspirație o veche legendă rusă (după alții, o legendă germană, dacă judecăm după numele personajelor principale: Siegfried, Odette - Odillia, Rotbart ș.a.) și a corespuns pretențiiilor compozitorului rus. Paradoxal nu a fost primit foarte bine pe moment. Totuși, în 15 ianuarie 1895, cu o nouă coregrafie realizată de Marius Petipa și Lev Ivanov a avut un succes enorm la Teatrul Mariinsky din Sankt Petersburg. Marius Petipa s-a ocupat de primul și al treilea act (de la castel), iar Lev Ivanov de al doilea și ultimul act (actele de la lac). Între timp, textul a fost de mai multe ori transcris și modificat, astfel că unele versiuni au un final diferit față de cel original.
Legenda despre prințese transformate în lebede de un vrăjitor rău, în care vraja lui poate fi spulberată numai prin iubirea unui prinț, se poate întâlni în basmele mai multor popoare.

## Personaje
- Odette – prințesa lebedelor
- Odillia (Odile) – fiica geniului rău (Rotbart)
- Principesa – mama lui Siegfried
- Prințul Siegfried
- Bufonul
- Rotbart – geniul rău
- Maestrul de ceremonii
- Dascălul prințului
- prietenii și prietenele Prințului
- nobili de la curte, lebede mari și lebede mici

Distribuția din Ghid de balet.

## Conținut

### Actul I
În prolog aflăm despre transformarea în lebădă a unei prințese, blestemată de geniul rău, Rotbart. Urmează o petrecere la majoratul prințului Siegfried, al carui mama îi propune ca a doua zi să-și aleagă o mireasă. Dansurile nu-l înveselesc; mai degrabă pleacă singuratic spre malul lacului din parcul castelului de unde se văd în zare ruinele unui vechi palat. Gândurile sunt întrerupte de zborul unui stol de lebede care poposește pe malul lacului, lângă ruine. Dornic să le vâneze prințul ia arbaleta și aleargă prin pădure.

### Actul II
Ajunse la mal, lebedele se transformă în prințese chiar în momentul în care Siegfried voia să o țintească pe cea mai frumoasă. Lebedele îl înconjoară, iar cea mai frumoasă dintre ele, Odetta, îi destăinuie blestemul lor. Siegfried este hotărât să lupte pentru nimicirea geniului rău, Rotbart, dar Odetta îl previne că nu prin luptă poate dezlega blestemul, ci printr-un jurământ de iubire. Siegfried îi jura iubirea.

### Actul III
În sala de onoare a palatului îi sunt prezentate lui Siegfried mai multe tinere posibile mirese. El le refuză și se arată cucerit de o stranie pereche care intră neanunțată, recunoscând în trăsăturile fetei (de fapt fiica lui Rotbart) pe Odilia. Acceptă să se căsătorească cu ea, călcându-și astfel jurământul.

### Actul IV
Trădată, lebăda-prințesă se vede condamnată la prelungirea blestemului. Siegfried vine, recunoscându-și greșeala și implorând iertarea. Iubirea celor doi este mai puternică decât Rotbart. Blestemul se risipește la cele dintâi raze ale aurorei.

## Spectacole
Premiera a avut loc la Balșoi Teatr (Teatrul Mare) din Moscova pe 4 martie (20 februarie stil vechi) 1877, avândul ca dirijor pe Semen Riabov și în coregrafia lui Julius Reisinger. Din păcate, publicul epocii nu era obișnuit cu stilul "simfonic" al unei muzici pentru balet, așa că nu a înțeles bogăția partiturii. La aceasta s-a adăugat și coregrafia mediocră a lui Julius Reisigner, ceea ce a făcut ca primele reprezentații să fie un real eșec.
După moartea compozitorului, la cererea conducerii teatrului Mariinsky din Sankt Petersburg, Marius Petipa și Lev Ivanov au modificat coregrafia baletului, iar dirijorul teatrului Mariinsky, Riccardo Drigo, a adus mai multe modificări partiturii. În noua formă, baletul a avut premiera pe 15 ianuarie 1895. A fost un succes bine meritat. Deși au mai existat și alte versiuni, aceasta este reprezentată în mod curent.

## Ecranizări
- 1957 Lacul lebedelor – film-balet sovietic, regia Zoe Tulubieva, prim-solistă: Maia Plisețkaia
- 1968 Лебединое озеро, regia Apolinari Dudco